# Раду Негру
Раду Негру (Radu Negru) или Негру Вода (Negru Vodă) е легендарен основател на Княжество Влахия, който според преданието основава града Куртя де Арджеш в края на XIII век.
Името му се превежда от румънски като „черния войвода“. По преданието е регистриран като първи в летописа на Кантакузините от XVII век, като е известието, че се е спуснал във Влашко от Карпатите. С неговото име се свързва легендата за майстор Манол.
В трудовете на румънските историци Черния войвода се отъждествява с Басараб I, или с неговия баща известен като Токомерий (в оригинал – Тихомир), а също така и с Раду I. Вероятно, представлява събирателен, а не реален образ като историческа личност.